# 伊丽莎白蒂夫卡 (罗韦尼基区)
48°21′20″N 38°58′16″E / 48.35556°N 38.97111°E
伊丽莎白蒂夫卡（烏克蘭語：Єлизаветівка）是位於烏克蘭東部的村莊，由盧甘斯克州羅韋尼基區的赫魯斯塔利內市鎮負責管轄。該村始建於1946年，面積0.86平方公里，海拔高度139米，2001年人口100，人口密度每平方公里116.1人。